# Comaroma tongjunca
Comaroma tongjunca är en spindelart som beskrevs av Zhang och Chen 1994. Comaroma tongjunca ingår i släktet Comaroma och familjen Anapidae. Inga underarter finns listade i Catalogue of Life.